# Xylinophylla flavifrons
Xylinophylla flavifrons là một loài bướm đêm trong họ Geometridae.